# Anasillus crinitus
Anasillus crinitus là một loài bọ cánh cứng trong họ Cerambycidae.